# Mała Wieś (powiat białobrzeski)
Mała Wieś dawniej też Maławieś – wieś w Polsce położona w województwie mazowieckim, w powiecie białobrzeskim, w gminie Promna.
| SIMC    | Nazwa  | Rodzaj    |
| ------- | ------ | --------- |
| 0632875 | Emilin | część wsi |
| 0632881 | Sanki  | część wsi |

W latach 1975–1998 miejscowość należała administracyjnie do województwa radomskiego.
Wieś jest sołectwem w gminie Promna. 
W Małej Wsi urodził się Konstanty Gaszyński (1809-1866), polski poeta, powstaniec listopadowy, bliski przyjaciel Zygmunta Krasińskiego. 